# Sojuz T-15
Sojuz T-15 – radziecka załogowa misja kosmiczna, stanowiąca ostatnią załogową wyprawę na stację kosmiczną Salut 7 i pierwszą ekspedycję na stację kosmiczną Mir. Jako pierwsza wyprawa, ekspedycja odwiedziła podczas pobytu na orbicie dwie stacje kosmiczne.
Kapsuła bez problemów dotarła na nowo wyniesioną stację Mir. 5 maja załoga przeniosła się na pokład stacji Salut 7. Stacje znajdowały się w odległości 4000 kilometrów – Salut znajdował się przed Mirem, na niższej orbicie. w przygotowaniu do wyprawy, 4 maja Mir obniżył orbitę o 13 kilometrów, aby skrócić drogę na Saluta i oszczędzić cenne paliwo kapsuły Sojuz. Przygotowując się do wyprawy, załoga zabrała ze sobą przedmioty osobiste, rośliny hodowane na Mirze i inne przedmioty. Przelot zajął 29 godzin.
Na pokładzie Saluta, kosmonauci musieli dokończyć eksperymenty pozostawione przez poprzednią załogę, która musiała powrócić awaryjnie na Ziemię na skutek choroby dowódcy. Załoga nie była w stanie wykonać spacerów kosmicznych, aby przeprowadzić testy potrzebne do realizacji programu Mir. 28 maja 1986 przeprowadzono spacer, aby odzyskać eksperymenty wystawione na działanie otwartej przestrzeni kosmicznej i wypróbować działanie kratownicy konstrukcyjnej. W ciągu zaledwie kilku minut kratownica wysunęła się na długość 15 metrów. Przed zakończeniem eksperymentu zwinięto ją z powrotem. Spacer trwał 3 godziny 50 minut. 31 maja 1986 Leonid Kizim i Władimir Sołowjow wykonali kolejny spacer, przymocowując przyrządy pomiarowe do zwiniętej kratownicy i rozwinęli ją, aby wypróbować jej sztywność. Następnie wykonali testy spawania w otwartej przestrzeni. Ten spacer trwał 5 godzin. 25 czerwca Sojuz T-15 odłączył się od Saluta i rozpoczął 29-godzinną podróż na Mira. Załoga zabrała z Saluta 20 urządzeń o łącznej masie 350-400 kilogramów.
Między 19 sierpnia a 22 sierpnia stacja Salut 7 została wyniesiona przez silniki zacumowanego pojazdu Kosmos 1686 na rekordowo wysoką orbitę o średniej wysokości 475 km, aby opóźnić jej wejście w atmosferę. Opór powietrza spowodował jednak, że stacja weszła w atmosferę nad Ameryką Południową. 54. miesiące później. Fragmenty stacji i pojazdu Kosmos 1686 znaleziono w Argentynie.
Zamierzano zacumować kapsułę Sojuz do przedniego portu stacji Mir, pozostawiając tylny port dla pojazdów Progress. Sojuz T-15 był jednak wyposażony w stary system dokowania Igła, a nie w system Kurs, wykorzystywany przez przedni port stacji. Kosmonauci wykorzystali więc system Igła do zbliżenia się do stacji od tyłu na odległość 200 m, po czym wyłączyli system i, oblatując stację, ręcznie zadokowali do portu przedniego. Wykorzystali w tym celu ręczne dalmierze laserowe, takie same jak te, którymi posługiwała się załoga Sojuza T-13 podczas dokowania z uszkodzoną stacją Salut 7 w 1985 roku.
3 lipca Kizim pobił rekord Walerija Riumina łącznego czasu przebywania w przestrzeni kosmicznej. 6 lipca jako pierwszy człowiek świętował pełny rok łącznego czasu przebywania na orbicie.